# FTSE 100
FTSE 100 je burzovni indeks na londonskoj burzi vrijednosnih papira LSE. Osim indeksa FTSE 100 postoje još i drugi FTSE indeksi, poput FTSE 250 ili FTSE 350. Jedan je od glavnih svjetskih indeksa za praćenje cijena vrijednosnih papira i općenito situacije na burzama, a uveden je 3. siječnja 1984. godine. Održava ga i kreira britanska tvrtka za financijske usluge FTSE Group, a objedinjava 100 najvrijednijih kompanija čijim se dionicama trguje na LSE.

## Povijest
Kao prethodnik ovog indeksa može se smatrati indeks FT 30, koji je uveden 1935. godine, a danas u biti više ne postoji. FTSE 100 indeks uveden je 3. srpnja 1984. godine, a početna mu je vrijednost iznosila 1.000 bodova. Svoj vrhunac dostiže 30. prosinca 1999. godine, kada mu se vrijednost diže na 6960.5 bodova. Tijekom nedavne globalne gospodarske krize, u razdoblju do 2007. do 2010. godine, znatno je oslabio te se kretao oko 3.500 bodova. Vrijednost krajem rujna 2011. godine iznosila je oko 5.000 bodova. 

## Održavanja indeksa
Indeks održava FTSE Group, britanska tvrtka za financijske usluge u vlasništvu medijske kuće Financial Times (FT) i Londonske burze (LSE), pa otuda dolazi i ime; slova F i T spojena su sa slovima S i E, dok broj 100 označava da se radi o dionicama stotinu tvrtki, iako taj broj može neznatno odstupati. Primjerice, moguće je da neke kompanije izdaju na kotaciju po dvije klase dionica. Kompanije koje čine indeks određuju se kvartalno.
Cijene se izračunavaju putem ponderirane aritmetičke sredine, tako da veće tvrtke imaju veći utjecaj na konačnu vrijednost. Podaci o vrijednosti indeksa osvježavaju se svakih 15 sekundi. Indeksi poput FTSE 250 ili FTSE 350 prošireni su podaci indeksa FTSE 100, a obuhvaćaju 250 i 350 najvrijednijih kompanija. Međutim, kompanije koje se nalaze u sastavu FTSE 100 indeksa obuhvaćaju preko 80 posto ukupnog trgovanja na Burzi.